# 산북면 (문경시)
산북면(山北面)은 대한민국 경상북도 문경시의 면이다. 넓이는 143km2이고, 인구는 2006년 기준으로 3,240명이다.

## 행정 구역
| 법정리 | 한자명 | 행정리           | 비고                   |
| ------ | ------ | ---------------- | ---------------------- |
| 가곡리 | 加谷里 | 가곡리           |                        |
| 가좌리 | 加佐里 | 가좌리           |                        |
| 거산리 | 巨山里 | 거산리           |                        |
| 김용리 | 金龍里 | 김용리           |                        |
| 내화리 | 內花里 | 내화리           |                        |
| 대상리 | 大上里 | 대상1리, 대상2리 | 면 행정복지센터 소재지 |
| 대하리 | 大下里 | 대하1리, 대하2리 |                        |
| 서중리 | 書中里 | 서중리           |                        |
| 석봉리 | 石鳳里 | 석봉리           |                        |
| 소야리 | 昭野里 | 소야리           |                        |
| 약석리 | 藥石里 | 약석리           |                        |
| 우곡리 | 于谷里 | 우곡1리, 우곡2리 |                        |
| 월천리 | 月川里 | 월천리           |                        |
| 이곡리 | 梨谷里 | 이곡리           |                        |
| 전두리 | 田頭里 | 전두리           |                        |
| 지내리 | 池內里 | 지내1리, 지내2리 |                        |
| 종곡리 | 種谷里 | 종곡리           |                        |
| 창구리 | 蒼邱里 | 창구리           |                        |
| 호암리 | 虎岩里 | 호암리           |                        |
| 회룡리 | 回龍里 | 회룡리           |                        |
| 흑송리 | 黑松里 | 흑송리           |                        |

## 문화재
- 문경 장수황씨 종택의 탱자나무 (경상북도 기념물 제135호)

## 사찰
- 김룡사

## 교육
- 산북초등학교 (대상리)
  - 창구분교 (창구리)
- 산북중학교 (대상리)
- 김룡초등학교 (폐교) : 산북면 거무길 9 (거산리)